# Spektroskopická dvojhvězda
Spektroskopické dvojhvězdy objevili astronomové o více než dvě století později než astrometrické dvojhvězdy. Úhlové vzdálenosti složek spektroskopických dvojhvězd na obloze jsou velmi malé, a to buď proto, že ve skutečnosti obíhají velmi blízko u sebe, nebo proto, že jsou od nás velmi vzdálené.
Svou podvojnost tyto dvojhvězdy, které dalekohled registruje vždy jako jednu hvězdu, projevují pouze posunem čar ve spektru. Odpovídá to Dopplerovu efektu z nestejně velkých radiálních rychlostí složek při jejich vzájemném oběhu.